# Iván Córdoba
Iván Ramiro Córdoba Sepúlveda (sinh ngày 11 tháng 8 năm 1976 tại Medellín) là một cầu thủ bóng đá Colombia. Córdoba là cựu cầu thủ câu lạc bộ Inter Milan (Ý) ở vị trí hậu vệ (áo số 2). Anh cao 173 cm và nặng 70 kg. Hiện nay, anh là thành viên trong BHL Inter.
Có năng lực tuyệt vời và là 1 cầu thủ đã để lại những dấu ấn rõ nét, Cordoba tính toán một cách tài ba khi nào cần tấn công và rất đáng tin cậy khi có yêu cầu lui về phòng thủ nhanh chóng. Với thể lực siêu khỏe, dù hơi thấp nhưng anh là người bật lên đánh đầu tốt. Cordoba nổi trội so với những cầu thủ khác nhờ khả năng đá bằng chân trái rất mạnh. Cordoba đã từ chối lời mời chuyển tới Real Madrid, vì vậy anh có thể tới Inter Milan và mặc chiếc áo xanh đen của Inter. Chàng trai người Colombia này là cha của Paloma, anh đã thể hiện tình yêu với đứa con gái đầu lòng bằng cách in một bức ảnh phóng to vào chiếc áo phông mà anh mặc dưới sắc màu của đội tuyển.
Năm 2001, anh cùng đội tuyển Colombia lên ngôi vô địch Copa América lần đầu tiên sau khi vượt qua México ở trận chung kết.

## Các danh hiệu
- Vô địch Ý: 1
  - 2006 UEFA Champions League: 2009-2010
- Cúp bóng đá Ý: 2
  - 2005, 2006